# Dominique Le Tourneau
Dominique Le Tourneau (París, Ocupación de Francia por las Fuerzas del Eje, 1 de mayo de 1942) es un sacerdote católico, canonista, escritor y poeta francés. Está incardinado en la Prelatura del Opus Dei

## Biografía
Dominique Le Tourneau es hijo de Jean-Jacques Le Tourneau (1908-1999), ingeniero de minas, y de Geneviève Barbe (1908-2018), pianista y organista, que será a su muerte —a los 110 años— la persona con mayor edad de entre los ciudadanos de París.
Estudió Economía y Administración, obteniendo un diploma de estudios superiores (DES) en Economía, y un diploma del Instituto de Administración de Empresas (IAE Paris). También se graduó en el Instituto Superior de Interpretación y Traducción (ISIT).
En 1966 fue uno de los miembros fundadores de la Unión de Estudiantes para el Progreso, filial de la Unión de Jóvenes para el Progreso (UJP). Entrando en la prelatura del Opus Dei ese mismo año, fue ordenado sacerdote el 4 de agosto de 1974.
Tras continuar sus estudios de derecho canónico, se doctoró en la Universidad de Navarra, donde es profesor visitante desde 1986. Especialista en Derecho canónico, es juez del Tribunal eclesiástico de Champaña-Picardia. Es profesor en el Studium de Derecho Canónico de Lyon.

## Asociaciones a las que pertenece
Dominique Le Tourneau es uno de los fundadores de un instituto dedicado al diálogo entre las Iglesias y la sociedad civil; y cofundador de la Asociación Escucha con la Iglesia, que tiene como objetivo dar a conocer las enseñanzas del Papa y de los obispos. 
También es miembro de:
- Asociación Universal de Amigos de Juana de Arco
- Asociación de Escritores Católicos
- Societas Internationalis Iuris Canonici Promovendo
- Asociación de Amigos de Santa Victoria
- Capellán del Centro Cultural Adrech (Aix-en-Provence)
- Académie delphinale, de la que ocupa el sillón 50, sucediendo a Aimé Bocquet
- Consejo de Cuestiones Canónicas de la Conferencia Episcopal de Francia.

Es vicepostulador de la causa del doctorado de San Cesáreo de Arlés.

## Publicaciones
Ha escrito sobre el papado, el Opus Dei, las prelaturas personales, el corpus jurídico católico, la espiritualidad y el vocabulario religioso. Autor de 35 obras, ha traducido del español e italiano una serie de obras de derecho canónico, y ha colaborado en varias obras colectivas de derecho canónico, espiritualidad e historia.
Publicó con Pascal-Raphaël Ambrogi, un Diccionario enciclopédico de María (2015) y posteriormente, un Diccionario enciclopédico de Juana de Arco (2017). Escribe regularmente en varias revistas de Derecho canónico y es miembro del comité científico de una de ellas, así como en revistas de ciencia religiosa y derecho. Ha publicado más de doscientos artículos en revistas, diccionarios y enciclopedias, así como más de 450 reseñas de libros.

## Premios y Distinciones
- Capellán de Su Santidad
- Caballero de la Orden del Santo Sepulcro de Jerusalén (1985)
- Cruz al Mérito de la Orden del Santo Sepulcro de Jerusalén (1996)
- Comandante de la Orden del Santo Sepulcro de Jerusalén (1999)
- Premio Literario Saint Cyprien (2019)
- Icono de Validado por la comunidad